# Helmut Geschinsky
Helmut Geschinsky (* 9. Juli 1927 in Berlin; † 31. Juli 2009 ebenda) war ein deutscher Politiker (SPD).
Helmut Geschinsky besuchte eine Handelsschule und arbeitete bereits unmittelbar nach dem Zweiten Weltkrieg 1945 als kaufmännischer Angestellter und Journalist. Er studierte ab 1950 an der Deutschen Hochschule für Politik in Berlin. 1956 wurde er Verwaltungsangestellter bei verschiedenen Senatsverwaltungen und trat im selben Jahr der SPD bei. Geschinsky wurde 1962 Dozent an Berliner Volkshochschulen und ab 1965 Referent beim Informationszentrum Berlin, wo er Besuchergruppen betreute.
Geschinsky rückte 1965 in die Bezirksverordnetenversammlung im Bezirk Charlottenburg nach und wurde bei der Berliner Wahl 1967 in das Abgeordnetenhaus von Berlin gewählt. Nach einer Legislaturperiode schied er 1971 aus dem Parlament aus.